# Gesnes
Gesnes är en kommun i departementet Mayenne i regionen Pays de la Loire i nordvästra Frankrike. Kommunen ligger i kantonen Montsûrs som tillhör arrondissementet Laval. År 2022 hade Gesnes 238 invånare.

## Befolkningsutveckling
Antalet invånare i kommunen Gesnes
| Referens: INSEE |